# Afrolaophonte aequatorialis
Afrolaophonte aequatorialis is een eenoogkreeftjessoort uit de familie van de Laophontidae. De wetenschappelijke naam van de soort is voor het eerst geldig gepubliceerd in 1982 door Cottarelli & Mura.